# Otto Pueblo Settentrionali

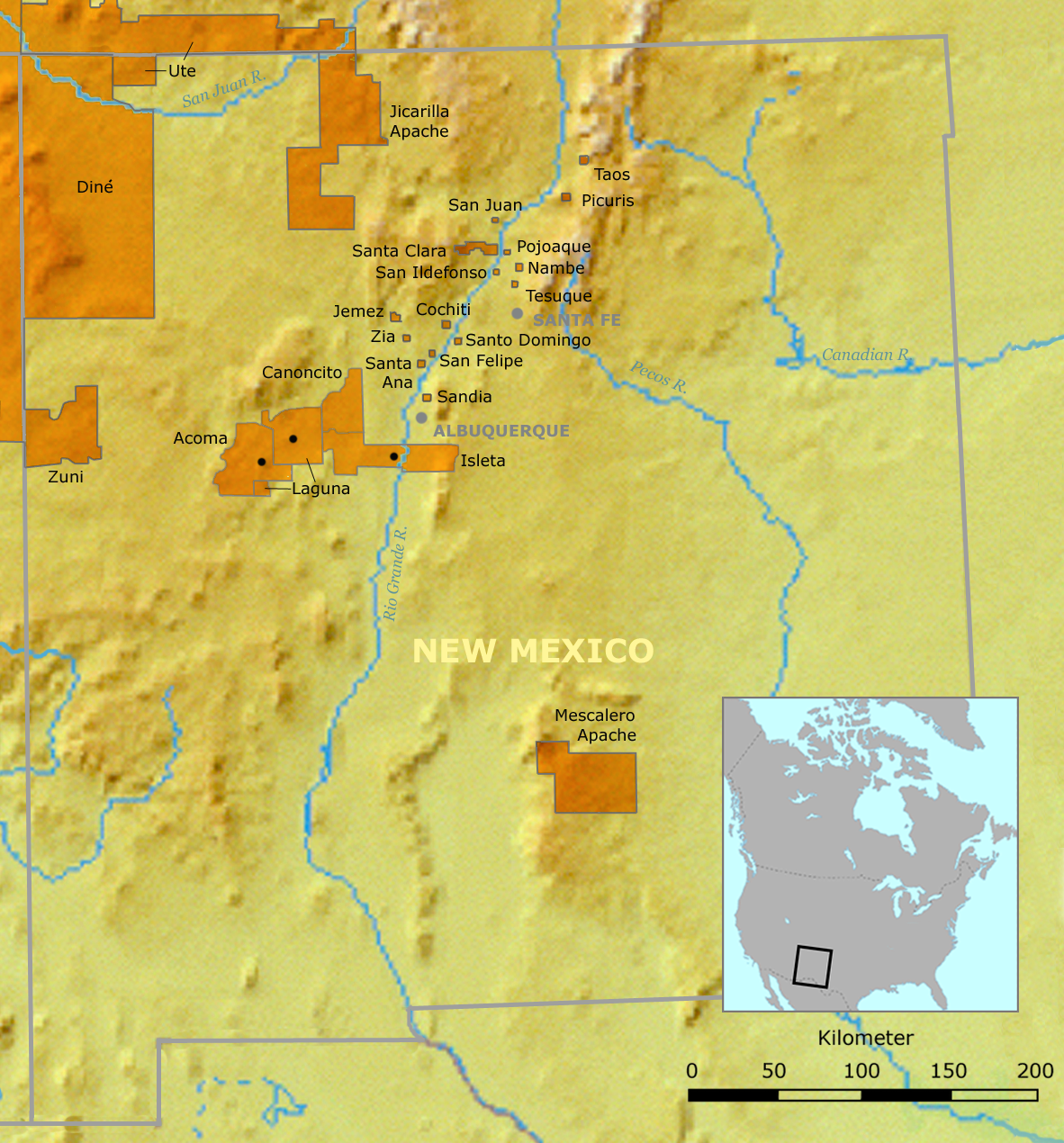
Localizzazione degli Otto Pueblo Settentrionali e dei vicini pueblo nel Nuovo Messico

Gli Otto Pueblo Settentrionali del Nuovo Messico sono Taos, Picuris, Santa Clara, Ohkay Owingeh (in precedenza San Juan), San Ildefonso, Nambe, Pojoaque, e Tesuque. 
Nei pueblo di Taos e Picuris si parla la lingua tiwa; il resto parlano la lingua tewa. Tiwa e Tewa sono lingue strettamente correlate alla famiglia delle lingue kiowa-tano. Questi pueblo compongono l'Eight Northern Pueblos Council, che sponsorizza fiere d'artigianato, avvocati per gli interessi legali dei pueblo, ecc. La capitale degli Otto Pueblo Settentrionali si trova ad Ohkay Owingeh. Ohkay Owingeh in precedenza era nota come San Juan, ma ha cambiato il suo nome originale nella lingua tewa nel 2005.